# Ankerstraße 1d (Magdeburg)

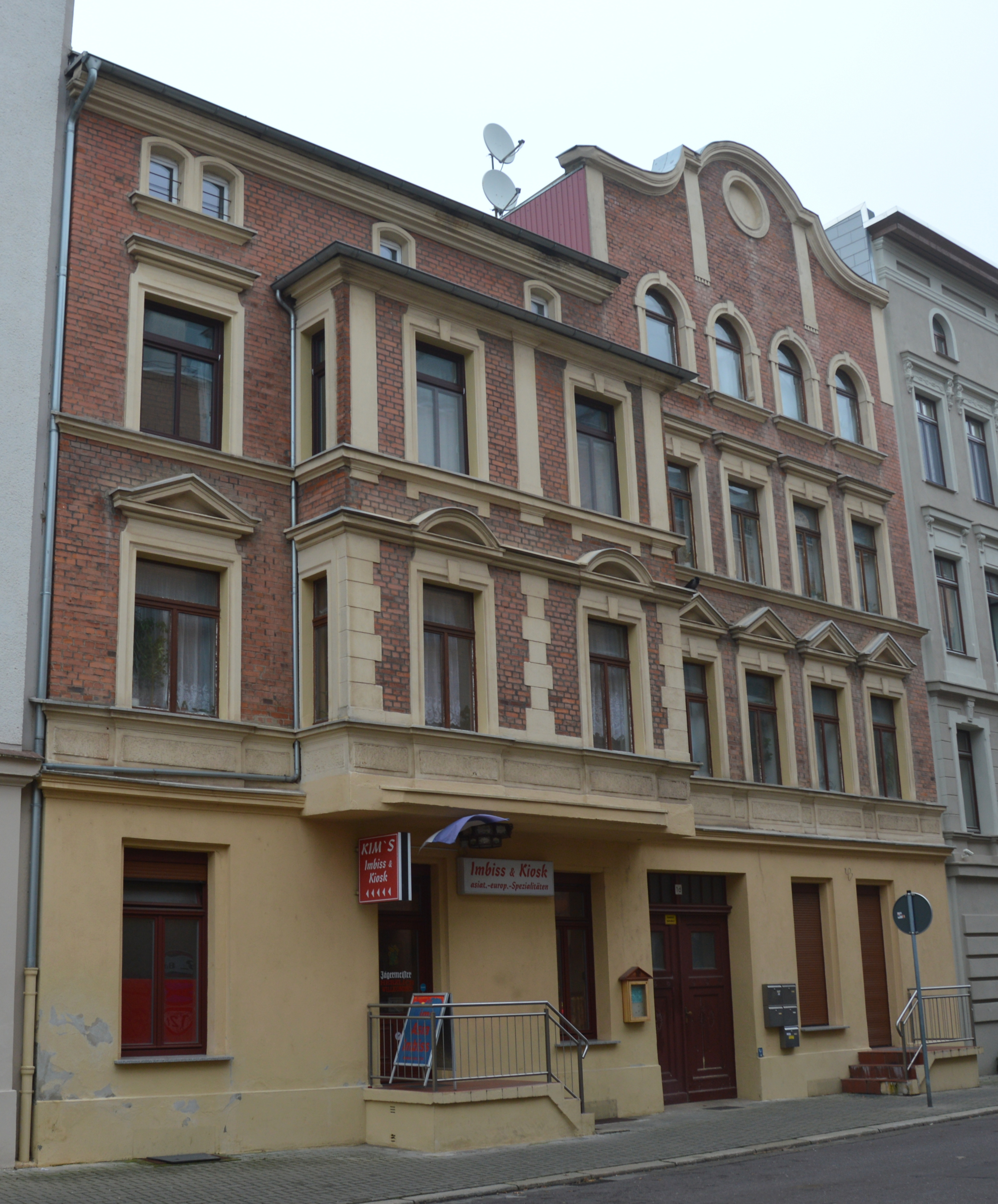
Haus Ankerstraße 1d

Das Gebäude Ankerstraße 1d ist ein denkmalgeschütztes Wohnhaus in Magdeburg in Sachsen-Anhalt.

## Lage
Das Gebäude befindet sich auf der Nordseite der Ankerstraße im Magdeburger Stadtteil Neue Neustadt. Östlich grenzt das gleichfalls denkmalgeschützte Haus Ankerstraße 1c an.

## Architektur und Geschichte
Der dreieinhalb- bis viergeschossige verputzte Bau entstand in der Zeit um das Jahr 1900. Die Fassade des repräsentativen Gebäudes ist mit Elementen der Neorenaissance und des Jugendstils verziert. Auf der linken Seite befindet sich vor den Obergeschossen ein Kastenerker. Die rechte, viergeschossige Seite ist von einem breiten, geschweiften Giebel bekrönt.
Als Teil des gründerzeitlichen Straßenzugs gilt das Haus als städtebaulich bedeutsam.
Im örtlichen Denkmalverzeichnis ist das Gebäude unter der Erfassungsnummer 094 82214 als Wohnhaus verzeichnet.